# Jacinda Barrett
Jacinda Barrett (ur. 2 sierpnia 1972 w Brisbane) – australijska aktorka filmowa i telewizyjna oraz modelka.

## Życiorys
W wieku siedemnastu lat zajęła się modelingiem i wyjechała do Europy. Tam właśnie, w Londynie, nim rozpoczęła hollywoodzką karierę, wzięła udział w czwartej edycji reality-show stacji MTV The Real World. Następnie rozpoczęła studia w British American Drama Academy w Oksfordzie. Pierwszą rolę odegrała w segmencie Medalion amerykańskiego horroru Mroczne opowieści (Campfire Tales, 1997). We wrześniu pojawiła się w magazynie Maxim, dla którego zrobiła sesję zdjęciową, promującą nadchodzący sezon telewizyjny. Sesja promowała jej występ w operze mydlanej stacji NBC Wind on Water, lecz serial nie odniósł sukcesu i został zdjęty z ekranu po pierwszej serii. Pierwszą poważną i zauważoną przez publikę rolę dostała w filmie grozy Ulice strachu: Ostatnia odsłona (Urban Legends: Final Cut, 2000). Rola w tym filmie przyniosła młodej aktorce wielu fanów płci męskiej. Popularność przyniosły jej role w filmach Płonąca pułapka (Ladder 49, 2004), Piętno (The Human Stain, 2003), Imiennik (The Namesake, 2007) oraz Bridget Jones: W pogoni za rozumem (Bridget Jones: The Edge of Reason, 2004). W roku 2007 Australijski Instytut Filmowy nominował ją do nagrody International Award za rolę Jenny w romantycznym komediodramacie Przyjaciele (The Last Kiss).

## Życie prywatne
Była zaręczona z Chrisem Hardwickiem, prowadzącym program MTV Singled Out, ich związek jednak się rozpadł. 29 grudnia 2004 roku wyszła za mąż za aktora Gabriela Machta. 20 sierpnia 2007 roku w Los Angeles urodziło się ich pierwsze dziecko Satine Anais Geraldine Macht.